# Wybory parlamentarne w Norwegii w 2009 roku
Wybory parlamentarne w Norwegii w 2009 roku – wybory do parlamentu norweskiego Stortingu, przeprowadzone 14 września 2009 na terenie Norwegii. Zwycięstwo odniosła rządząca centrolewicowa koalicja trzech partii na czele z Norweską Partią Pracy.

## Organizacja wyborów i kampania wyborcza

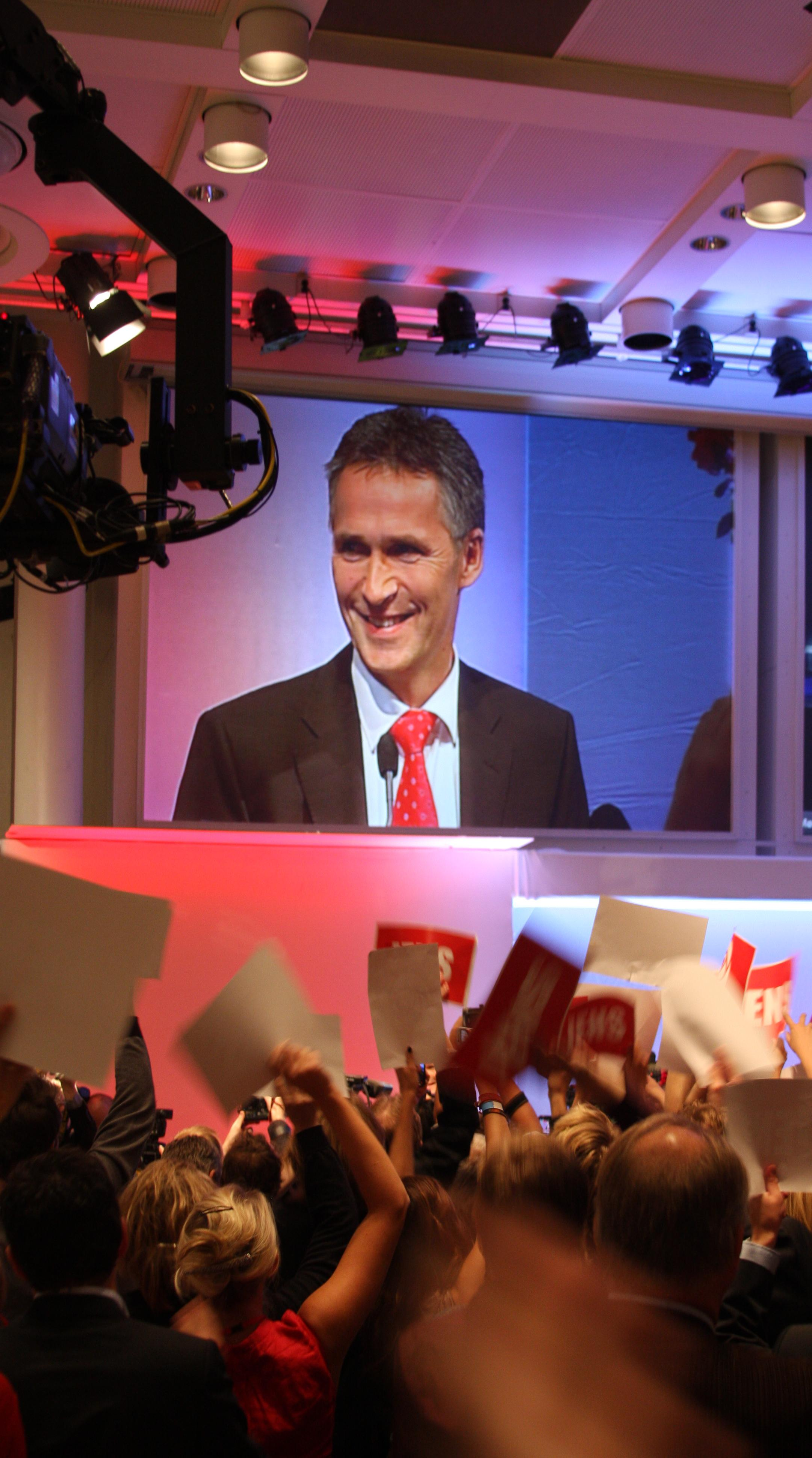
Wieczór wyborczy w sztabie Norweskiej Partii Pracy.

Norweskie partie polityczne rywalizowały o 169 mandatów w parlamencie. Kandydaci byli wybierani z list partyjnych w każdym z 19 okręgów. Partie polityczne nominowały kandydatów na swoje listy wyborcze jesienią 2008 i zimą 2009. Czas przeznaczony na zarejestrowanie list mijał 21 marca 2009. Sondaże przedwyborcze wskazywały na zaciętą rywalizację między rządzącą koalicją a czterema partiami opozycji. Jednym z głównych tematów w kampanii wyborczej był stan gospodarki w kraju. Premier Jens Stoltenberg, stojący od 2005 na czele centrolewicowego rządu, wskazywał na sukces swojego gabinetu w tej dziedzinie. Norwegia, w obliczu światowego kryzysu gospodarczego, utrzymała najniższe w Europie bezrobocie na poziomie 3%, a na specjalnym funduszu, zasilanym z zysków ze sprzedaży gazu ziemnego, zgromadziła 277 mld euro. W skład rządzącej "czerwono-zielonej" koalicji wchodziły: Norweska Partia Pracy, Norweska Partia Centrum oraz Norweska Socjalistyczna Partia Lewicy.
Stojąca na czele Partii Postępu – głównej siły opozycyjnej, Siv Jensen, podkreślała, że obywatele nie czerpią wystarczających zysków ze sprzedaży zasobów naturalnych. Opowiadała się za obniżeniem podatków oraz przyspieszeniem prywatyzacji, w tym w sektorach służby zdrowia i edukacji. Partia Postępu zapowiadała również zaostrzenie przepisów imigracyjnych.

## Wyniki wyborów
Zwycięstwo w wyborach parlamentarnych uzyskała rządząca koalicja trzech partii, zdobywając w sumie 86 spośród 169 mandatów. Partia Pracy premiera Stoltenberga zdobyła 64 miejsca w parlamencie. Premier zapowiedział kontynuację swoich rządów przez kolejne cztery lata. Dzięki uzyskaniu większości parlamentarnej, rząd Stoltenberga został pierwszym norweskim gabinetem od 1969, który zdołał wywalczyć w wyborach reelekcję.
Cztery partie opozycyjne (Partia Postępu, Partia Konserwatywna, Partia Chrześcijańsko-Demokratyczna i Partia Liberalna) uzyskały w sumie 83 mandaty, a Partia Postępu z 41 deputowanymi została drugim pod względem wielkości ugrupowaniem w Stortingu.
     Norweska Socjalistyczna Partia Lewicy (11)
     norweska Partia Pracy (64)
     Norweska Partia Centrum (11)
     Norweska Partia Liberalna (2)
     Chrześcijańsko-Demokratyczna Partia Norwegii (10)
     Norweska Partia Konserwatywna (30)
     Partia Postępu (41)

Podział mandatów:
Norweska Socjalistyczna Partia Lewicy (11)
norweska Partia Pracy (64)
Norweska Partia Centrum (11)
Norweska Partia Liberalna (2)
Chrześcijańsko-Demokratyczna Partia Norwegii (10)
Norweska Partia Konserwatywna (30)
Partia Postępu (41)

Szczegółowe wyniki wyborów parlamentarnych:
| Partia polityczna | Partia polityczna                                                   | Liczba głosów | Liczba głosów | Liczba głosów | Liczba mandatów | Liczba mandatów |
| Partia polityczna | Partia polityczna                                                   | #             | %             | ± p%          | #               | ±               |
| ----------------- | ------------------------------------------------------------------- | ------------- | ------------- | ------------- | --------------- | --------------- |
|                   | Norweska Partia Pracy (Det norske Arbeiderparti)                    | 949 244       | 35,4          | +2,7          | 64              | +3              |
|                   | Partia Postępu (Fremskrittspartiet)                                 | 614 517       | 22,9          | +0,9          | 41              | +3              |
|                   | Norweska Partia Konserwatywna (Høyre)                               | 462 388       | 17,2          | +3,1          | 30              | +7              |
|                   | Norweska Socjalistyczna Partia Lewicy (Sosialistisk Venstreparti)   | 166 295       | 6,2           | −2,6          | 11              | −4              |
|                   | Norweska Partia Centrum (Senterpartiet)                             | 164 994       | 6,2           | −0,3          | 11              | 0               |
|                   | Chrześcijańsko-Demokratyczna Partia Norwegii (Kristelig Folkeparti) | 148 750       | 5,5           | −1,2          | 10              | −1              |
|                   | Norweska Partia Liberalna (Venstre)                                 | 104 133       | 3,9           | −2,0          | 2               | −8              |
|                   | Rødt                                                                | 36 211        | 1,3           | +0,1          | 0               | 0               |
|                   | Inne partie                                                         |               | 1,2           |               | 0               | 0               |
|                   | Razem (frekwencja: 75,7%)                                           | 2682700       | 100%          | 100%          | 169             | 169             |